# Homochromie

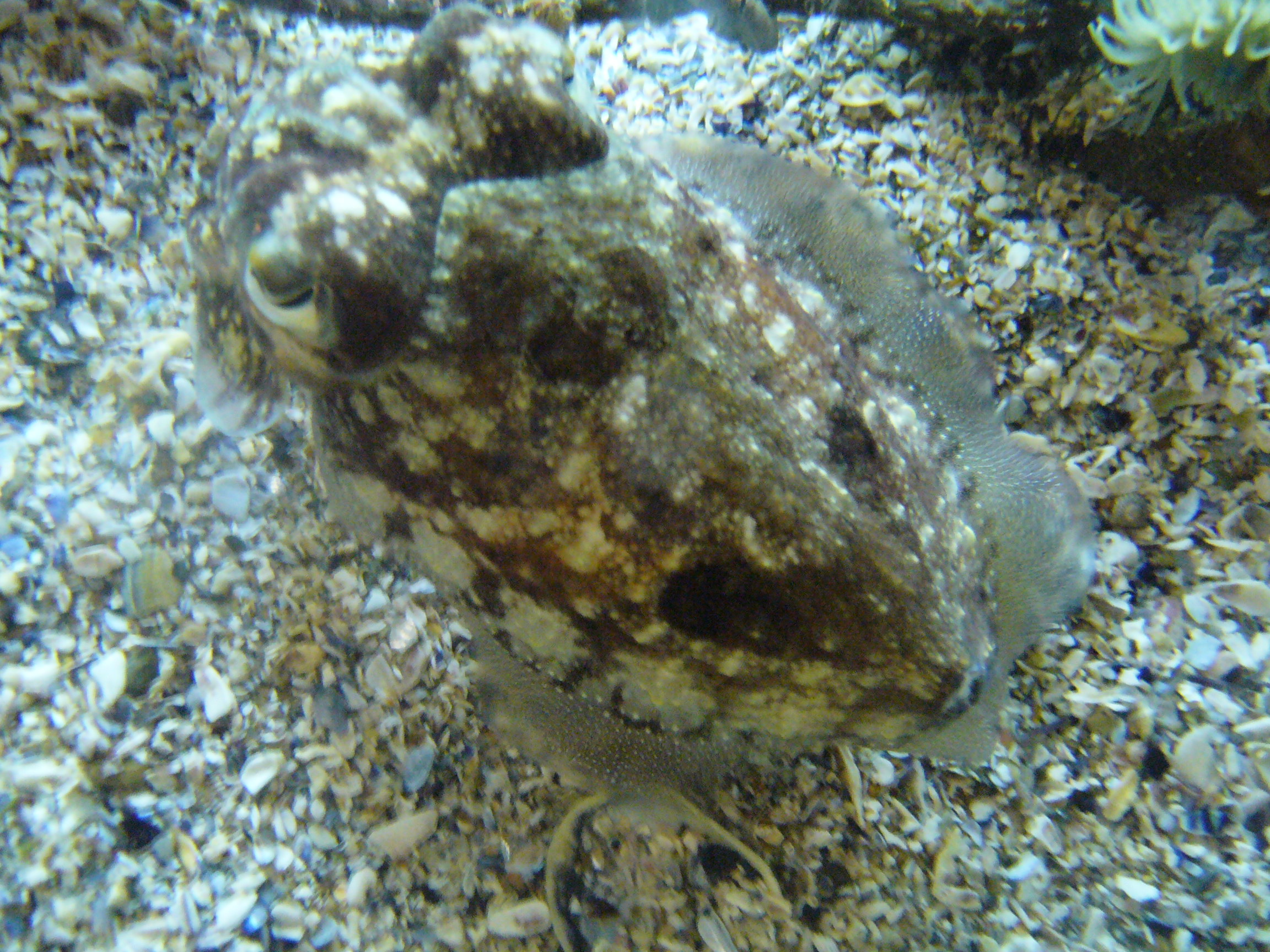
Une seiche est capable d'imiter la couleur des fonds sableux

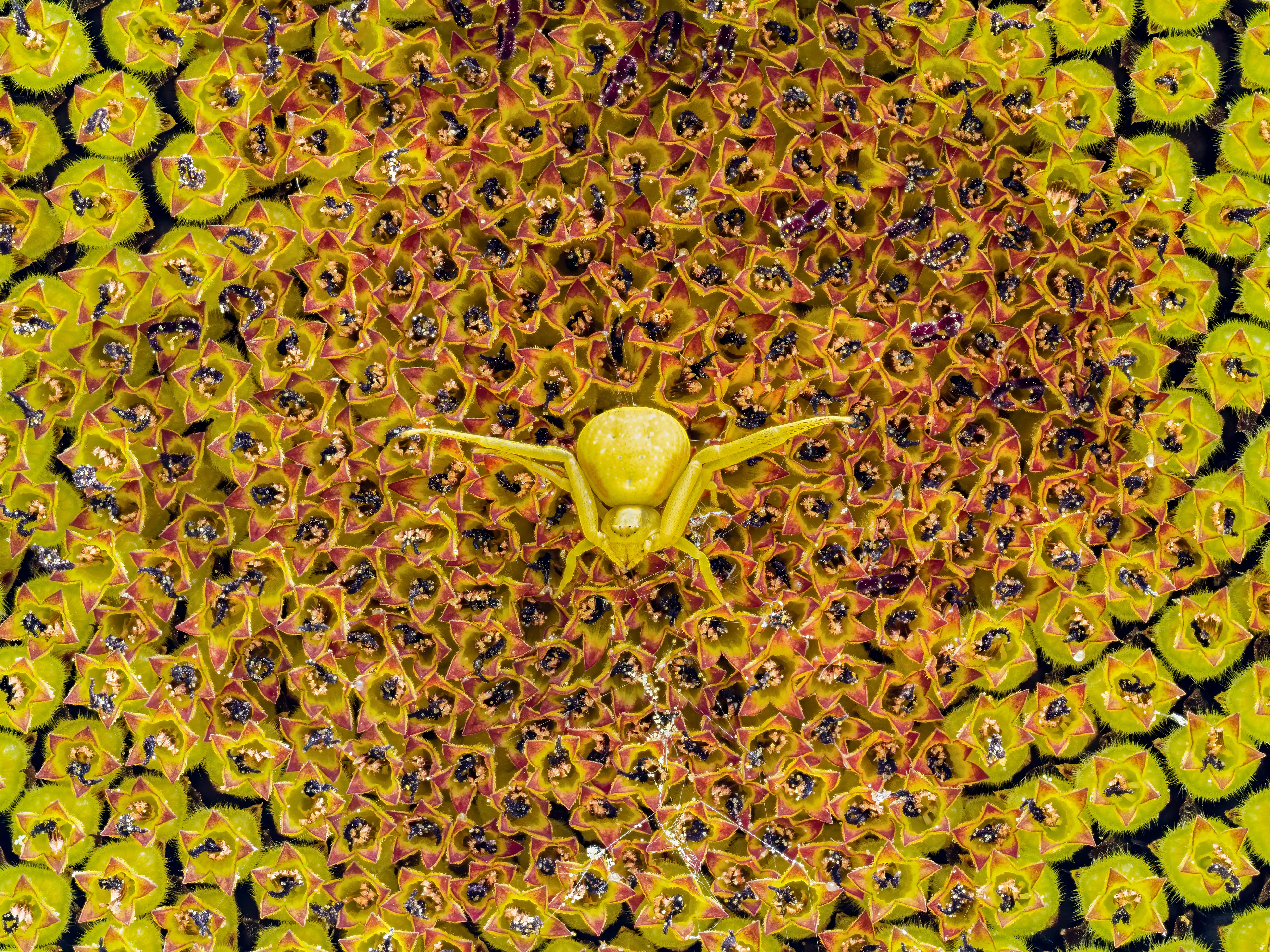
Une araignée-crabe (Misumena vatia) sur une fleur de tournesol.

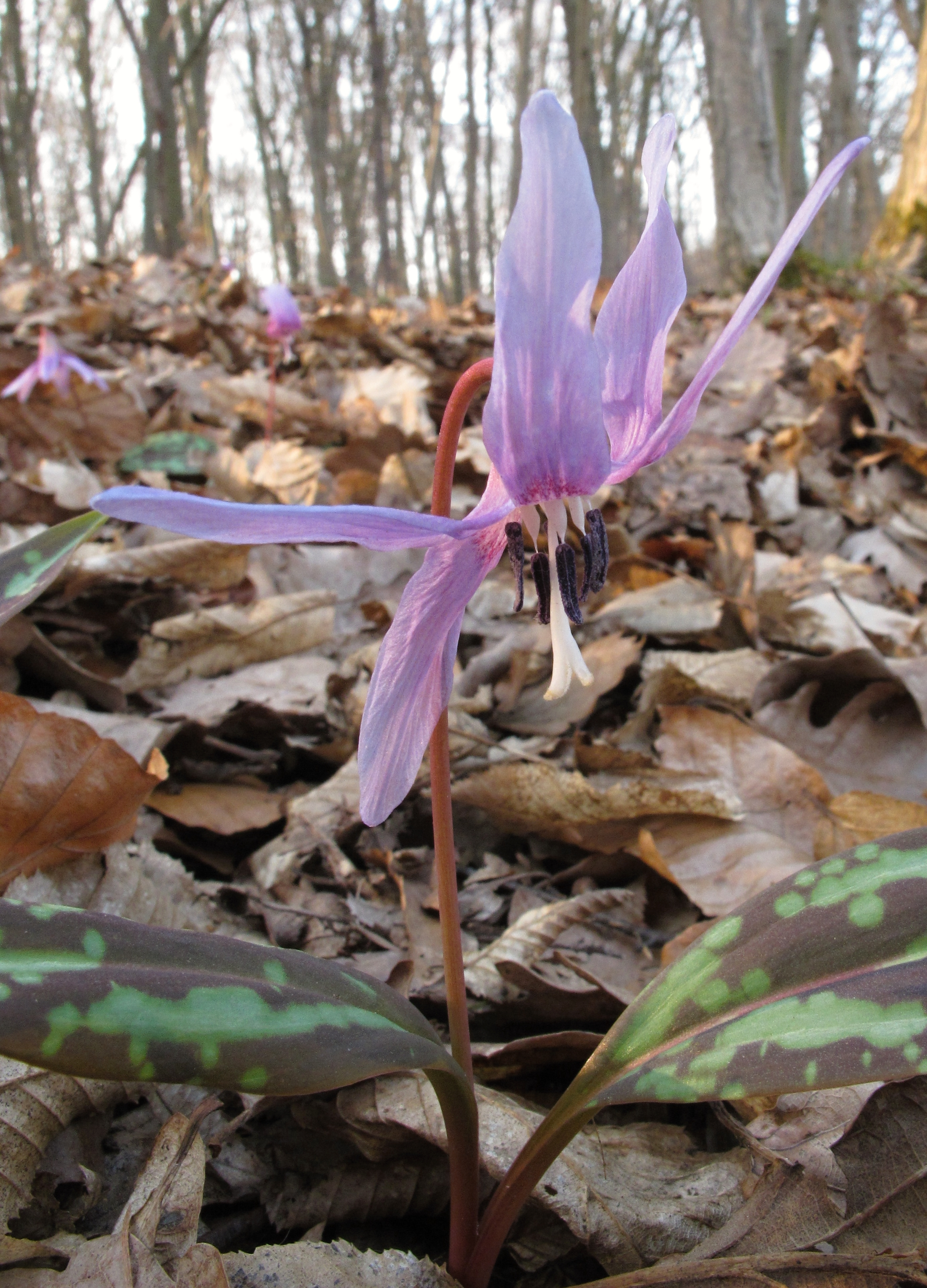
Les taches brunes foliaires du lis dent de chien lui permettent de se fondre parmi les feuilles mortes de la litière.

En écologie, l’homochromie, ou coloration cryptique (grec ancien κρυπτός, « caché »), est un type de camouflage par mimétisme consistant à un organisme animal ou végétal à ressembler par les couleurs à l’environnement proche. Cette stratégie de cryptisme peut permettre à un animal de se dissimuler à ses prédateurs ou à ses proies, et peut ainsi offrir un avantage évolutif à son porteur.
Pour un camouflage par la forme, on parle d’homomorphie. Pour un camouflage par la forme et les couleurs, on parle d’homotypie.
Le camouflage consiste à imiter des objets inanimés de l’environnement comme une pierre (cas des poissons-pierre), une feuille, une brindille (cas des phasmes)… Les espèces les plus grosses n’imitent pas un objet particulier mais un ton, ainsi les robes tachetées des léopards se fondent dans la brousse. La robe des zèbres est particulièrement adaptée au système visuel de son prédateur le plus dangereux, le lion. 
Quelques espèces des forêts tropicales humides ou marines ont développé une capacité à changer leur couleur pour se fondre dans leur environnement. Cette stratégie peut être aussi bien agressive que défensive. C’est le cas, par exemple des geckos Uroplatus de Madagascar. Ils disposent de chromatophores : des cellules de la peau capables de ce changement de coloration dit énigmatique.
Exemples d’animaux pouvant se rendre homochromes :
- le caméléon
- la seiche
- le poulpe
- le calmar
- le turbot
- la sole
- l’hippocampe
- la crevette
- la rainette verte
- le gecko
- certains insectes, tel le Dynaste Hercule
- Araignées des genres Misumena et Thomisus[3]